# 輓聯
輓聯，又称哀輓聯，是哀悼死者所做的對聯。一般以歌頌死者或描述死者生平為內容，會於喪禮上懸掛在靈堂兩則。
挽联起源不详，中国现存最早的哀挽文字见于《诗经》，该书收录了《黄鸟》和《蓼莪》等挽诗。南宋叶梦得所著的《石林燕语》记载了苏轼为哀悼韩绛写过“三登庆历三人第；四入熙宁四辅中”的对联，清朝人梁章钜在其《楹联丛话》中引《秋雨庵随笔》，认为“此则是挽联之体耳”。

## 著名輓聯
- 老兄您死得真正莫名其妙，小弟我活著也是不知所以。（洪炎秋哀悼陳炘）
- 先死後死，祖孫一脈，端賴介石開陰道；婚生私生，兄弟串連，全靠經國動雞巴。（李敖在蔣孝武過世後，看到新聞報導他生前如何與私生兄弟章孝嚴聯絡而特撰輓聯。[1]